# Gastrotheca antomia
Gastrotheca antomia är en groddjursart som beskrevs av Ruiz-Carranza, Ardila-Robayo, Lynch och Restrepo-Toro 1997. Gastrotheca antomia ingår i släktet Gastrotheca och familjen Hemiphractidae. IUCN kategoriserar arten globalt som sårbar. Inga underarter finns listade i Catalogue of Life.